# Мосбах (Баден-Виртемберг)
Мосбах (њем. Mosbach) град је у њемачкој савезној држави Баден-Виртемберг. Једно је од 27 општинских средишта округа Некар-Оденвалд. Према процјени из 2010. у граду је живјело 24.726 становника. Посједује регионалну шифру (AGS) 8225058.

## Географски и демографски подаци
Мосбах се налази у савезној држави Баден-Виртемберг у округу Некар-Оденвалд. Град се налази на надморској висини од 156 метара. Површина општине износи 62,2 km². У самом граду је, према процјени из 2010. године, живјело 24.726 становника. Просјечна густина становништва износи 397 становника/km².

## Међународна сарадња
| Мјесто       | Држава               | Врста сарадње | Од    |
| ------------ | -------------------- | ------------- | ----- |
| Пештхидегкут | Мађарска             | партнерство   | 1981. |
| Лимингтон    | Уједињено Краљевство | партнерство   | 1995. |
|              | Француска            | партнерство   | 1974. |
|              | Турска               | партнерство   | 1995. |
| Ваш          | Мађарска             | партнерство   | 1997. |
| Извор        |                      |               |       |